# Anna Luiza Ilkiu-Borges
Anna Luiza Ilkiu-Borges Benkendorff es una botánica, brióloga, curadora, y profesora brasileña. Es coordinadora de la Maestría de ciencias biológicas, del Museo Paranaense Emilio Goeldi.

## Biografía
En 1996, obtuvo el diploma de ingeniera agrónoma por la Universidad Federal Rural de Amazonia. En 2000, guiada por la Dra. Regina Célia Lobato Lisboa completó su maestría en agronomía, por la misma casa de altos estudios. Posteriormente, en 2005, obtuvo el Ph.D. en ciencias naturales, por la Universidad de Gotinga
Desarrolla actividades académicas y científicas, como profesora adjunta y jefa de Coordinación I Botánica, en el Museu Paraense Emílio Goeldi.
En 2001, obtuvo una beca de estudios especializados en hepáticas de las regiones tropicales, en el Jardín Botánico de Nueva York del Tropical Hepaticae Fellowship 2001, para llevar a cabo investigaciones en su herbario, incluyendo el estudio e identificación de especímenes.
Es autora en la identificación y nombramiento de nuevas especies para la ciencia, a abril de 2015, de tres nuevos registros de especies, especialmente de las familias Orchidaceae, y Passifloraceae (véase más abajo el vínculo a IPNI).

## Algunas publicaciones
- e. da s. Brito, a.l. ilkiu-Borges. 2014. Briófitas de uma área de Terra Firme no município de Mirinzal e novas ocorrências para o estado do Maranhão, Brasil. Iheringia. Série Botânica 69: 133 - 142  Archivado el 24 de septiembre de 2015 en Wayback Machine.

- -----------------, ---------------------. 2013. Bryoflora of the municipalities of Soure and Cachoeira do Arari, on Marajó Island, in the state of Pará, Brazil. Acta Botanica Brasílica (impreso) 27 (124): 1-141

- -----------------, ---------------------. 2012. A new species of Ceratolejeunea Jack & Steph. (Lejeuneaceae, Jungermanniopsida) from a remnant of Amazonian forest in Maranhão, Brazil. Nova Hedwigia 95 (423): 3-4-428 resumen en línea

- -----------------, ---------------------. 2012. Primeiro registro de Cololejeunea panamensis (Lejeuneaceae) para a América do Sul. Rodriguésia (online) 63 (1)

- a.l. ilkiu-Borges. 2011. On Pycnolejeunea gradsteinii (Lejeuneaceae), a new species from Brazil. Boletim do Instituto de Botânica (São Paulo) 21: 1-4

- ---------------------. 2011. A tribute to 50 years of S. Robbert Gradstein in bryology. Boletim do Instituto de Botânica (São Paulo) 21: i-xv

- ---------------------, lisi dámaris pereira Alvarenga. 2008. On Ceratolejeunea atlantica, a new species of Lejeuneaceae (Jungermanniopsida) from Brazil. Nova Hedwigia (Berlin) 86: 237-241

- ---------------------, s. robbert Gradstein. 2008. A new species of Cheilolejeunea (Spruce) Schiffn. (Lejeuneaceae) from Cerro de la Neblina, Venezuela. Nova Hedwigia (Berlin) 87: 521-528

- ---------------------. 2005. A taxonomic revision of Echinocolea (Lejeuneaceae, Hepaticae). Nova Hedwigia (Berlin) 80 (1-2): 45-71

- ---------------------, a. Schafer-Verwimp. 2005. On Prionolejeunea grollei, a new species from the West Indies (Lejeuneaceae, Hepaticae). Cryptogamie. Bryologie 26 (1): 29-35

- ---------------------, ana cláudia caldeira Tavares, regina célia lobato Lisboa. 2004. Briófitas da Ilha de Germoplasma, reservatório de Tucuruí, Pará, Brasil. Acta Botanica Brasilica 18 (3): 689-692

- ---------------------, regina célia lobato Lisboa. 2004. Os gêneros Cyclolejeunea,Haplolejeunea, Harpalejeunea, Lepidolejeunea e Rectolejeunea (Lejeuneaceae, Hepaticae) na Estação Científica Ferreira Penna, Pará, Brasil Acta Botanica Brasilica 18 (8): 539-555

- ---------------------. 2002. Pictolejeunea reginae, a New Species of Lejeuneaceae (Hepaticae) from Venezuela. Brittonia 54 (4): 318-321

- gregorio Dauphin, anna luiza ilkiu-Borges. 2002. Hepaticae of Cerro Venamo, Venezuela, collected by J. Steyermark. Tropical Bryology 22: 115-123

### Libros
- s.r. Gradstein, anna l. ilkiu-Borges. 2009. Guide to the Plants of Central French Guiana: Part 4. Liverworts and Hornworts 76 (4) ISBN 978-0-89327-506-8 ISBN 0893275069

- c.e. Zartman, a.l. ilkiu-Borges. 2007. Guia para as Briófitas Epífilas da Amazônia Central. Manaus: INPA, vv. 1. 140 pp. ISBN 8521100353, ISBN 9788521100355

- a.l. ilkiu-Borges. 2006. A taxonomic monograph of the genus Prionolejeunea (Lejeuneaceae Jungermanniopsida). 1.ª ed. Gotinga: Cuvillier Verlag, 1 vv. 191 pp. ISBN 3865377335, ISBN 9783865377333

- ---------------------. 2000. Lejeuneaceae (Hepaticae) da Estação Científica Ferreira Penna, Caxiuanã, Município de Melgaço, Pará. Tesis de Maestría, Facultade de Ciências Agrárias do Pará, Belém Pará, Brasil. 502 pp.

#### Capítulos publicados
- d.p. da Costa, p.e.a.s. Câmara, k.c. Pôrto, a.p. luizi-Ponzo, anna luiza ilkiu-Borges. 2010. Musgos. En: r.c. Forzza, p.m. Leitman, a.f. Costa, a.a. Carvalho jr., a.l. Peixoto, b.m.t. Walter, c. Bicudo, d. Zappi, d.p. Costa, e. Lleras, g. Martinelli, h.c. Lima, j. Prado, j.r. Stehmann, j.f.a. Baumgratz, j.r. Pirani, l. Sylvestre, l.c. Maia (orgs.) Catálogo das Plantas e Fungos do Brasil'. 1.ª ed. Rio de Janeiro: Jardim Botânico do rio de Janeiro, 1 vv. pp. 480-521

- a.l. ilkiu-Borges, r. de c.p. dos Santos, l.p.c. Macedo, m.a.v. Pereira. 2009. As Briófitas. En: mário augusto gonçalves Jardim (org.) Diversidade biológica das Áreas de Proteção Ambiental: Ilhas do Combu e Algodoal-Maiandeua - Pará, Brasil. 1.ª ed. Belém: MPEG/MCT/CNPq, pp. 227-244

- -------------------, r.c.l. Lisboa, e. de n.r. Moraes. 2009. Avanços no conhecimento da brioflora. En: pedro luiz braga Lisboa (org.). Caxiuanã: Desafios para a conservação de uma Floresta Nacional na Amazônia. 1.ª ed. Belém: MPEG, 2009 pp. 313-330

- r. Wilson, s.r. Gradstein, j. Heinrichs, h. Groth, anna l. ilkiu-Borges, f.a. Hartmann. 2004. Phylogeny of Lejeuneaceae: A cladistic analysis of chloroplast gene rbcL sequences and morphology with preliminary comments on the mitocohondrial nad 4-2 spacer region. En: b. Goffinet, v. Hollowell, r. Magill (eds.) Molecular systematics of Bryophytes. Monographs in Systematic Botany 98. Missouri Botanical Garden 189-202

## Honores

### Miembro de cuerpo editorial
- 2008 - actual: Boletim do Museu Paraense Emílio Goeldi. Ciências Naturais[6]

### Revisora de periódicos
- 2006 - actual: Hoehnea (São Paulo)
- 2008 - actual: Acta Botanica Brasilica
- 2008 - actual: Revista Brasileira de Botânica
- 2007 - actual: Boletim do Museu Paraense Emílio Goeldi. Ciências Naturais.
- 2009 - actual: Trópica Ciências Agrárias e Biológicas
- 2010 - actual: The Bryologist (College Station, TX)
- 2010 - actual: Systematic Botany

### Menciones honrosas
- 2009: 1º lugar en Concurso para Pesquisador Adjunto I-MCT/MPEG, MCT/MPEG
- 2001: 1º lugar en Selección Nacional de Bolsas para Doctorado de DAAD, D.A.A.D. Deutscher Akademischer Austausch Dienst
- 2001: New York Botanical Garden Tropical Hepaticae Fellowship, The New York Botanical Garden
- 1998: premio Maria Werneck de Castro (1.er. lugar), OrquidaRio/Nova America Outlet Shopping
- 1996: 1º lugar en Concurso de Ilustración Botánica - 15th WOC, 15th World Orchid Conference
- La abreviatura «Ilk.-Borg.» se emplea para indicar a Anna Luiza Ilkiu-Borges como autoridad en la descripción y clasificación científica de los vegetales.[7]

- Portal:Biografías. Contenido relacionado con Botánica.
- Portal:Biología. Contenido relacionado con Taxonomía.